# David Philip Lane
David Philip Lane (Wimbledon, Londres, 1 de julho de 1952) é um imunologista e pesquisador do câncer britânico.

## Condecorações e associações (seleção)
- 1990 Membro da Organização Europeia de Biologia Molecular
- 1992 Membro da Sociedade Real de Edimburgo
- 1993 Prêmio Dr. Josef Steiner de Pesquisa do Câncer com Arnold Jay Levine[1]
- 1995 Prêmio Meyenburg[2]
- 1996 Membro da Royal Society[3]
- 1996 Fellow do Royal College of Pathologists
- 1998 Prêmio Paul Ehrlich e Ludwig Darmstaedter com Arnold Jay Levine e Bert Vogelstein[4]
- 1998 Membro da Academy of Medical Sciences
- 2000 Cavaleiro Celibatário (Knight Bachelor)
- 2001 Membro da Academia Europaea[5]
- 2004 Medalha Buchananl da Royal Society[6]
- 2005 Prix International de l’INSERM